# Greve Museum
Greve Museum er et statsanerkendt museum under Greve Kommune, med fokusområde indefor 1800-tallets hedebokultur og 1900-tallets forstadsudvikling. Museet driver desuden Greve Lokalarkiv som en del af museet.
Det arkæologiske ansvar og dermed arkæologiske udgravninger i Greve Kommune varetages af Køge Museum. Greve Museum varetager også Mosede Fort.